# Hispano-Suiza J12
El Hispano-Suiza J12, también conocido como Tipo 68 o T68, es un automóvil de lujo fabricado en Francia por la marca española Hispano-Suiza durante el periodo comprendido entre 1931 y 1938. Reemplazó al Hispano-Suiza H6.
El modelo J12 estaba motorizado por un motor V12 con las válvulas en cabeza, operadas por un árbol de levas en posición lateral. La cilindrada original del motor era de 9,4 L, y erogaba una cifra total de potencia de 220 CV, pero dos de los coches construidos fueron equipados con sendos motores de carrera larga y con una cilindrada total de 11,3 L, que entregaba hasta 250 CV. Varios J12 fueron equipados posteriormente con esta unidad motriz más grande y potente. Cada uno de los motores era esculpido en un bloque de metal de 318 kilogramos.
Hispano-Suiza suspendió la fabricación de automóviles hacia 1938, para concentrarse en la fabricación de motores de aviación.

## Historia
A finales de los años 1920, cuando el Hispano-Suiza H6 empezaba a acusar el paso de los años, la competencia entre las marcas de lujo aumentaba. Los fabricantes Maybach y Rolls-Royce lideraban la competencia. Fue por ello que los dirigentes de Hispano-Suiza decidieron diseñar un nuevo automóvil, que debería superar a sus rivales más directos. El nuevo modelo fue inspirado en el Bugatti Royale. Para el motor, se pensó que debería aunar la sofisticación, la experiencia y la habilidad de Hispano-Suiza en el campo. El nuevo modelo se presentó en el Salón del Automóvil de París de 1932, y fue nombrado como Tipo 68 o J12. Se fabricaron versiones limusina y descapotable, si bien Hispano-Suiza suministraba el vehículo en chasis-motor y la carrocería se encargaba a firmas especializadas en modelos de lujo, tales como Kellner, Figoni & Falaschi, Vanvooren, Jacques Saoutchik, Henri Chapron,  Marcel Pourtout, o Marius Franay.
Para demostrar la fiabilidad del modelo, se hizo un viaje de ida y vuelta desde París hasta Niza sin efectuar cambio de agua o lubricante alguno. El motor tenía la característica de tener bloque y cabeza en la misma pieza, y contaba con encendido por doble bujía. Su cilindrada era notable, un motor de 9425 cc, la mayor para un automóvil de la época. Contaba con dos válvulas por cilindro, operadas por un árbol de levas lateral con balancines. Tenía un solo carburador. Su potencia máxima, de 220 CV, era ofrecida a un régimen de giro de 3000 rpm. El motor también garantizaba un par motor muy grande para la época: 550 N·m a 1700 rpm.
El sistema de amortiguación era el mismo en ambos ejes: muelles semielípticos, con amortiguadores de dureza regulable desde el interior. El sistema de frenado estaba equipado con freno de tambor en las cuatro ruedas, ayudados por un servofreno.
A partir de 1935 se equipó el motor nuevo, con una gran capacidad de 11 310 cc. La potencia máxima subió hasta los 250 CV, y el par motor ascendió hasta los 770 N·m. De esta manera, el Hispano-Suiza J12 alcanzaba la velocidad máxima de 170 km/h, una cifra muy considerable en aquellos años.

## El J12 de la Jefatura del Estado español
En 1935 el gobierno republicano español encargó un Hispano-Suiza J12 como vehículo de representación para el presidente de la República. La carrocería se encargó a Vanvooren y era una convertible de cuatro puertas. Al estallar la guerra civil española en julio de 1936, antes de su entrega, el coche acabado permaneció en Francia en la fábrica de Hispano-Suiza, hasta que en 1938 Miguel Mateu y Pla, uno de los propietarios de la firma, decidió que le fuera entregado al gobierno franquista, pasando al servicio de su jefe del Estado el general Franco. El coche fue primero enviado a Marsella, a las instalaciones de Fichet donde se blindó, y se reforzó la suspensión para soportar un peso total de 4500 kg. Una vez en España, fue utilizado en ceremonias y desfiles militares pero no en viajes debido a su peso excesivo.
En 1952 fue reemplazado como coche descapotable de ceremonia por uno de los tres Rolls Royce Phantom IV adquiridos por el Ejército de Tierra de España para la Jefatura del Estado.